# ナブルスのオリーブ石鹼

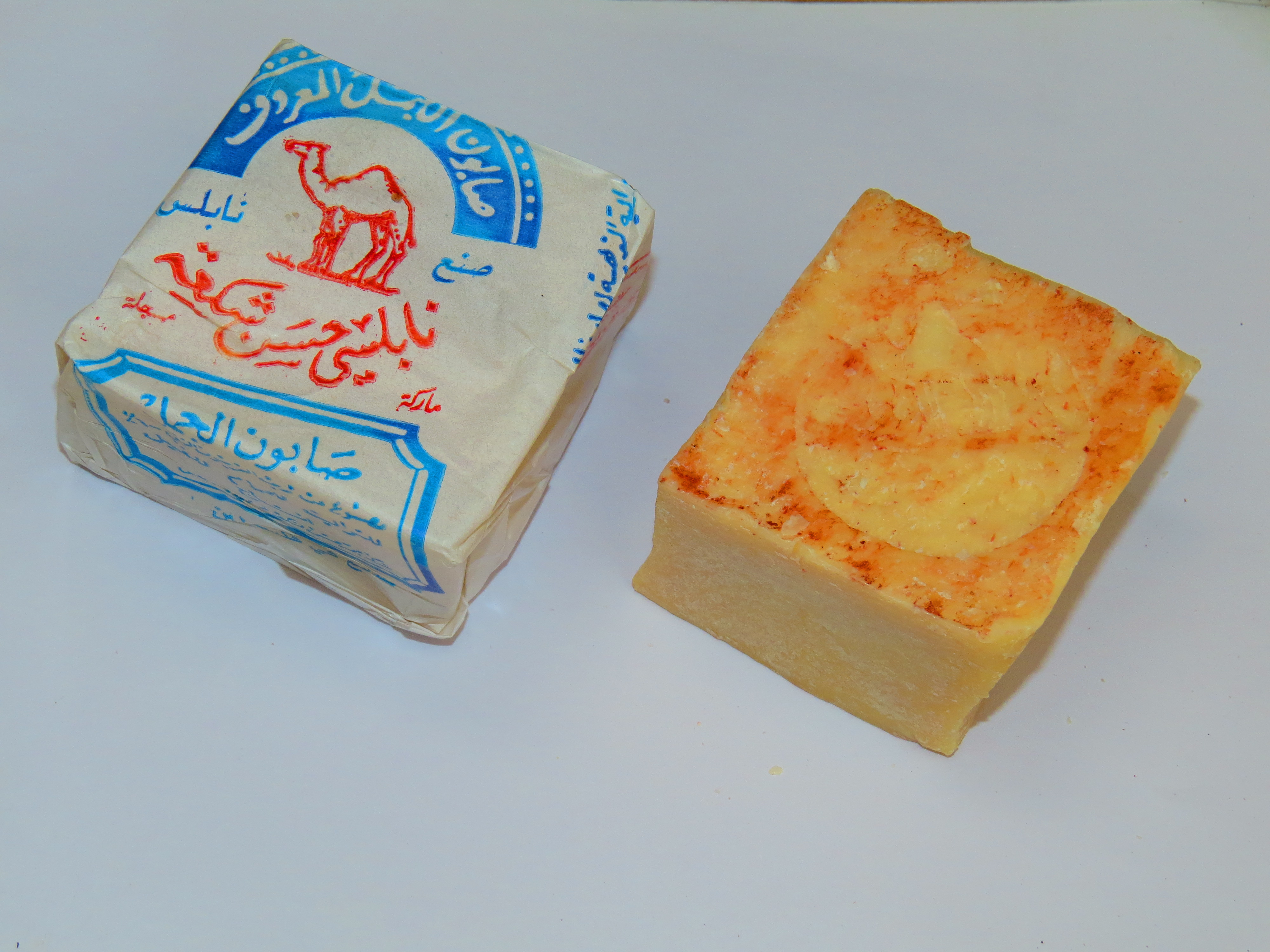
紙包装されたものと包装無しの伝統的ナーブルス石鹸。ラクダ（アッ＝ジャマル）の商標で知られるアッ＝シャッカー家工場製（2014年）

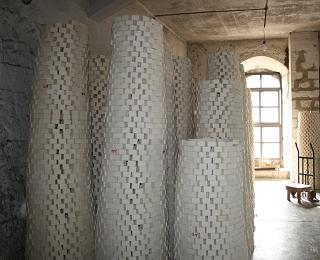
X状に２つの鍵が重なった商標で知られるトゥーカーン家の工場に積まれたオリーブ石鹸。2008年のナーブルスにて。

ナーブルス石鹸（ナーブルスせっけん、アラビア語: صابون نابلسي, ラテン文字転写: ṣābūn Nābulsi）は、パレスチナの都市ナーブルスで伝統的な釜炊き鹸化法で作られる固形のオリーブオイル石鹸である。主な原料はバージンオリーブオイル、水、草木灰で、完成品は象牙色の立方体で、無香料なためあまり香りはないが、かすかにオリーブオイルの香りがする。伝統的にオリーブの収穫と搾油の季節に新鮮なオリーブオイルが手に入ると、前年の残り物または石鹸用に取り分けておいたオリーブオイルを使い女性たちが家庭用に手作りしていた。
14世紀までにはナーブルスの主要産業となった。1907年には、ナーブルスに存在した30の石鹸工場が、パレスチナ全土の石鹸の半分を供給していた。しかし、1927年エリコ地震によるナーブルス旧市街の被害や、1967年の第三次中東戦争およびその後のイスラエルによるヨルダン川西岸地区の占領の影響により、産業は20世紀半ばから衰退し始めた。2024年時点では、ナーブルス市内のアル＝マサーベン（石鹸工場 - 後述）は5軒に、その中でもかつて多くの石鹸工場を有していたナーブルス旧市街に限れば、2008年までにはわずか2軒となってしまったが、工房、協同組合、村のコミュニティそして一般家庭などでも石鹸作りが続けられている。

## 歴史
10世紀に小規模な石鹸製造工場が出現する以前から、家庭用のナーブルス石鹸が女性たちによって手作りされていた。また、ナーブルスやヘブロンにおける石鹸製造には、必要となるアルカリ性ソーダ（キルウ qilw）を提供するベドウィンとの交易が不可欠であった。14世紀までには、ナーブルスでは石鹸製造産業が顕著な発展を見せ、イングランド王国のエリザベス1世も愛用した石鹸は中東全域やヨーロッパに輸出されていた。
19世紀にはナーブルスでの石鹸製造が大幅に拡大し、肥沃な三日月地帯全体の石鹸生産の中心地となった。1907年までには、市内の30工場で年間約5,000トン石鹸が生産されるようになっており、これはパレスチナ全体の石鹸生産量の半分以上に相当した。1830年代、イギリスのジョン・ボウリングはナーブルス石鹸を「レバント地方で非常に高く評価されている」と記しており、1930年にはシリア人歴史家ムハンマド・クルド・アリーが「ナーブルス石鹸は、今日最良で最も有名な石鹸であり、その品質は並び立つものがない。その秘密は純粋で丁寧に製造されていることにあるようだ」と記している。
ナーブルス石鹸の質の良さは、多くの人が書き残している一方で、1920年代の西洋の「上品な香り」がする石鹸は「原材料の不快な性質」を隠すために香料を入れており品質もナーブルス石鹸に劣っていたが、ナーブルス石鹸は純度が高く質が良いにも関わらず西洋諸国市場からは「無香料で見た目が魅力的でない」とみなされ販路を見い出すのが難しく、主にシリア、トランスヨルダン、エジプト、パレスチナで消費された。

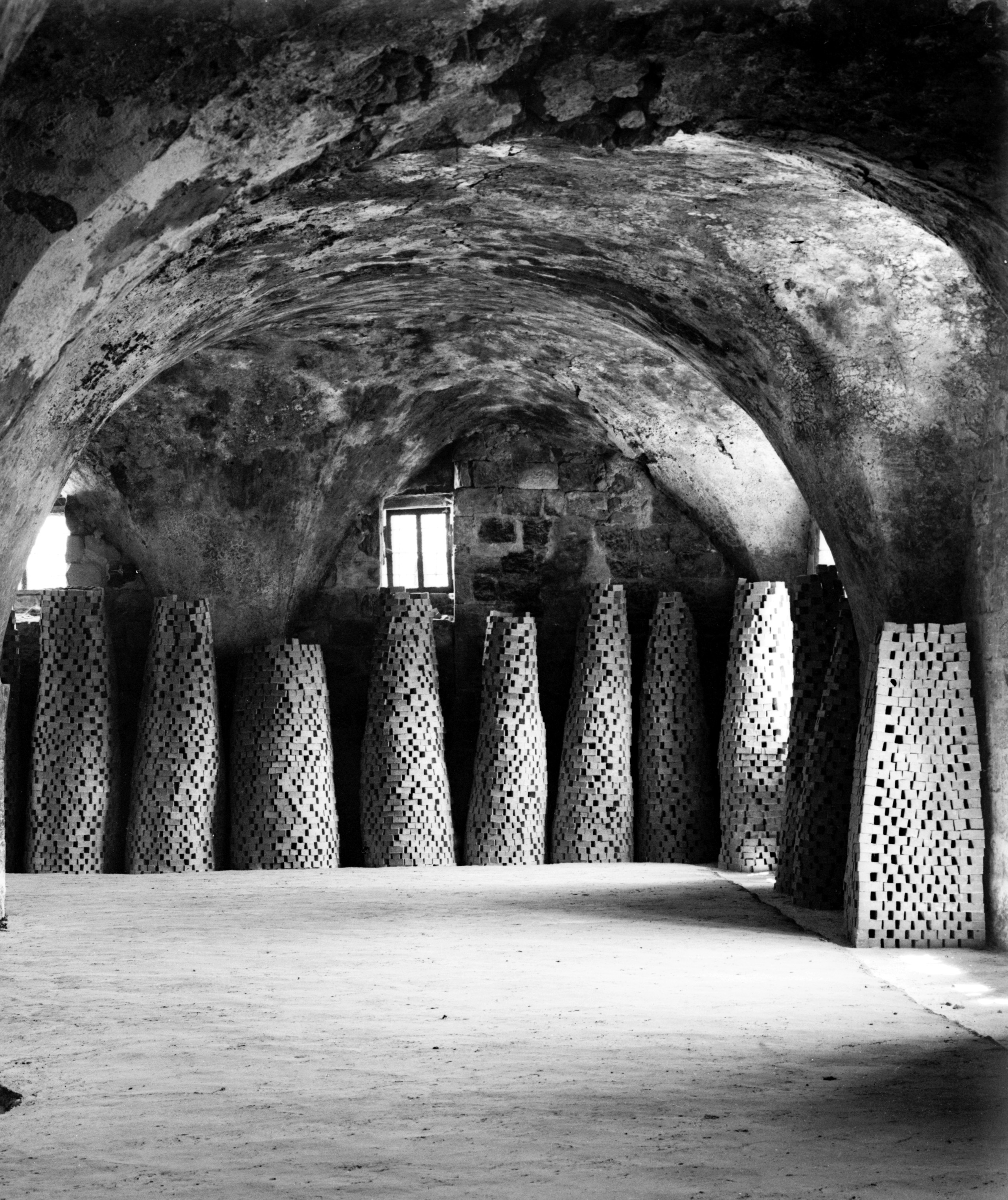
乾燥のために積まれているナーブルス石鹸。1900年から1920年の間に、アメリカ入植団により撮影。

ナーブルスの石鹸産業は20世紀半ばから衰退し始めた。その原因にはナーブルス旧市街の大半が壊滅した1927年エリコ地震に代表される自然災害や、イスラエルの軍事占領があげられる。
1950年代には「緑の石鹸」が登場した（後述）。
2000年から始まった第2次インティファーダの際、イスラエル軍による攻撃によってナーブルスの歴史地区にあるいくつかの石鹸工場が破壊された。現在石鹸の多くはパレスチナやアラブ諸国で販売され、一部のフェアトレード商品がヨーロッパなどに輸出されている。2008年、石鹸の製造・輸出に関する課題を受け、トゥーカーン家が所有する工場の工場長は次のように述べた：
2000年以前、私たちの工場では年間600トンの石鹸を生産していた。しかし、イスラエルの占領、特に検問所による物理的・経済的な障害のため、現在では僅かにその半分しか生産できていない。
国際連合人道問題調整事務所によると、西岸地区全域に設置された検問所や道路封鎖が、工場への資材や製品の輸送、さらには工場労働者の移動を妨げているとされている。それにもかかわらず、ナーブルス石鹸はナーブルス市内や西岸地区で広く販売されているだけでなく、ヨルダン、クウェート、さらにはナザレなどのアラブ系イスラエル都市にも輸出されている。
ナーブルスの文化遺産として重要視されているナーブルス石鹸製造業の維持は、いくつかの地域プロジェクトの焦点となっている。例えば、旧アラファート石鹸工場を文化遺産啓発センターに改修・復元するプロジェクトが進められた。このセンターには研究・展示設備があり、伝統的な方法でナーブルス石鹸を製造する小規模なモデル工場も含まれている。また、プロジェクト・ホープをはじめとする地域の非政府組織は石鹸を西側諸国で販売し、他の地域社会プロジェクトの資金を調達している。
2024年12月4日、パレスチナにおけるナーブルス石鹸作りの伝統はUNESCOによって「緊急に保護する必要がある」として無形文化遺産に登録された。
2025年3月、2023年に始まったパレスチナ・イスラエル戦争以来ヨルダン川西岸でも活動を活発化させていたイスラエル国防軍は、ナブールスでも軍事作戦を始めると発表し、市内でほぼ毎日襲撃を行った。道路封鎖、検問所、そして襲撃は何十年と続けられていたが、さらに強化された軍事活動によって労働者が職場まで出勤出来ないことや石鹸の配送が出来なくなるなど、状況が悪化した。

## 生産工程
ナーブルス石鹸の原料はバージンオリーブオイル、水、およびアルカリ性ナトリウム化合物である。このナトリウム化合物は、ヨルダン川沿いに生育する、キルウ（qilw）と呼ばれるバリラ草の粉末状の灰と、地元で供給される石灰（シード、sheed）を混ぜ合わせることで作られる。この化合物は、その後、水とオリーブオイルとともに発酵ピットの上に設置された大型の銅製容器で加熱される。ナトリウム化合物と水の溶液が約8日間にわたって40回の循環を繰り返し、徐々に濃縮されていく。その間、デュクシャブ（dukshab）と呼ばれるオール型の木道具によって液状の石鹸素地が絶え間なく攪拌される。その後、石鹸素地は木枠で囲まれ薄い布が敷かれた滑らかなセメントの床に流し込まれて固められる。固化した石鹸は、ナーブルス石鹸の特徴である立方体の形状にカットされ、製造者の商標印章が刻印される。石鹸の立方体は、天井まで届く円錐状の構造物に積み上げられ、中心に空洞を設けて空気が循環するようにしながら、3ヶ月から1年かけて乾燥および熟成させる。
この工程を経て完成した石鹸は象牙色で、無香料なため原料のオリーブオイルの香りがする。工場から出荷される前に、地元向けに販売される個々の石鹸は片面にワックスが塗られた紙で手作業によって包装される。一方、輸出用の石鹸は包装されずに、硬い麻袋に詰められて輸送中の損傷を防ぐ。
生産工程は、同じ職人たちが工程全部を一貫して行うのではなく、工程は主にオリーブオイルなどの原料を釜で炊く作業、炊いた原料を床に注ぐ作業、固まった石鹸を切る作業、印章の銅板が付いた木槌で石鹸を叩き刻印する作業、石鹸を熟成の為に積む作業、そして石鹸の包装をする作業に分かれており、伝統的にはそれぞれの作業ステージにおいて、特定の作業に特化した職人一家が輩出した職人が専門的にその特定の作業を担う傾向があった。特に、アーシー家、マァン家、マルマフ家は原料を釜で炊く作業を専門に担当する職人を輩出することで、そしてトゥベレ家、ヒジャーズィ家は石鹸を切る作業に長けた職人を輩出することで知られていた。特にトゥベレ家の職人は精密さを要求される石鹸を切る作業で高い技術を誇り、ナーブルスでは石鹸切り職人はアル＝ビーカールと呼ばれるが、彼らの家名にちなんでトゥベリーとも呼ばれた。また、石鹸を包装する作業はアッ＝ジャウハリー家などの職人が担当した。

## 石鹸工場所有者氏族と商標
伝統的なナーブルス石鹸作りは代々地元有力氏族による家族経営として受け継がれていることが多く、石鹸は石鹸工場オーナー氏族の家名と結び付けられて認識されてきた。またそれぞれの家系には商標があり、石鹸に印章として刻まれたほか、包装用紙に印刷され、商標に使われている絵柄の名称でも知られていた。
特にX状に赤い２つの鍵が重なった商標で知られるトゥーカーン家、ラクダ（アッ＝ジャマル）の商標で知られるアッ＝シャッカー家、ダチョウの商標で知られるアル＝マスリー家、虎の商標で知られたアル＝ニムル家などが良く知られていた。

トゥーカーン家の者よ、剣を抜け

　その誇り高き鞍にまたがれ

ニムル家の者よ、猛き虎たちよ

　勇ましき陣をまっすぐに整えよ

～ ナポレオン・ボナパルト率いるフランス軍がパレスチナへ侵攻した際に詠まれた詩の一部（1799年）

トゥーカーン家はエジプトなどで作られる模倣品による商標侵害に悩まされ、2つの鍵以外にもやはりX状に重ねられた2本の剣、2本のはさみ、2本の斧の３つの商標を登録しており、商標を維持するために5年から6年置きにこれら３つの商標を使った石鹸を製造しているため、これらの絵柄でも知られている。
石鹸工場はレバントではアル＝マサーベンと呼ばれ、アル＝マサーベンを始めるには多量のオリーブオイルを蓄える地下貯蔵井が必要な建物の建築費、オイルを炊く特注の銅製巨大釜を含む設備費用、決して安くない原材料の調達費などの多額の初期投資が必要な一方、利益が出始めるのは工場稼働を始めてから2～3年はかかることから、事業参入には既に経済的に安定していることが必要で、アル＝マサーベンを所有することは富の象徴だった。
アル＝マサーベンは、単なる石鹸製造の場だけではなく、ディーワーニヤと呼ばれる大広間が設けられていた。その地域のディーワーン（町議会）の役割を持っており、アル＝マサーベンのオーナーたちはディーワーニヤで町の長老や役人、有力ビジネス経営たちと会議を開き、町の公共に関する重要事項を協議した。社交的集まりの集会場や、時には銀行の役割も果たし地元経済の中心にも位置するものだった。
石鹸を製造することは家名を伝え文化的伝統を受け継いでいくと同時に、氏族一家の威信と名声そして政治的および社会的影響を維持することでもあり、石鹸工場オーナーであることはステータスシンボルであった。

## 伝統的使用法
ナーブルス石鹸は、伝統的に体はもちろんのこと洗顔や洗髪にも使われてきた。洗濯にも利用され、香料が含まれていないため食器や調理器具の洗浄にも使われた。オリーブオイルが入っていることから、特に鍋類を洗うと輝きを増すため、ナーブルスの女性たちはナーブルス石鹸で鍋を洗いピカピカにするのが習慣だった。

## 緑の石鹸
ナーブルス石鹸は、いわゆる一番搾りのオリーブオイルのみから作られ、一度搾油されたオリーブの果皮、果肉繊維、種（核）を含む搾りかすはジフト（jiftまたはgift）と呼ばれ、石鹸製造の際の窯炊きの燃料として使われていた。焼け焦げて残ったジフトの灰はドゥグと呼ばれ、今度は家庭の調理や暖を取るための燃料となった。
1950年になってアッ＝シャッカー家の婚姻による親戚が、まずジフトを二次搾油し質の落ちるジフト・オイル（オリーブポマスオイルまたはオリーブ搾りかす油）を搾りだし、この二番搾りのジフト・オイルから石鹸を作ることを始めた。ジフトを利用して作られるこの製品はその色から「緑の石鹸」と呼ばれ、質が落ちるものの白いナーブルス石鹸より安価なため、床掃除や洗濯などに好まれて使われた。固形状のものだけに限らず、粉せっけんも作られた。
ジフトオイルは安価で入手できることから、経済力で有力氏族よりやや劣る一家も次々に石鹸製造業に参入した。また、石鹸工場で作業を担ってきた職人一家も旧市街にある工場を借りて緑の石鹸作りを始めることが可能となり、小規模ながらも石鹸製造業者の仲間入りを果たした。
緑の石鹸作りは1970年に黄金期を迎えるが、その後合成洗剤と洗濯機の普及やさらに安価な外国製品の輸入により需要は徐々に減っていった。また、当時新たに石鹸に税金が課せられることになり、有力氏族と違い、投入できる資本が脆弱な多くの後発参入者たちは製造を続けることが困難になった。
1987年ころから始まった第1次インティファーダの際は、多くの石鹸工場が集まるナーブルス旧市街に対するイスラエルによる攻撃によって、工場で働く事が大変危険となり、1990年代での多くの石鹸工場閉鎖に繋がった。若者たちが香料入りの石鹸や液状のシャンプーを好むようになったことも閉鎖に拍車をかけた。

## 画像

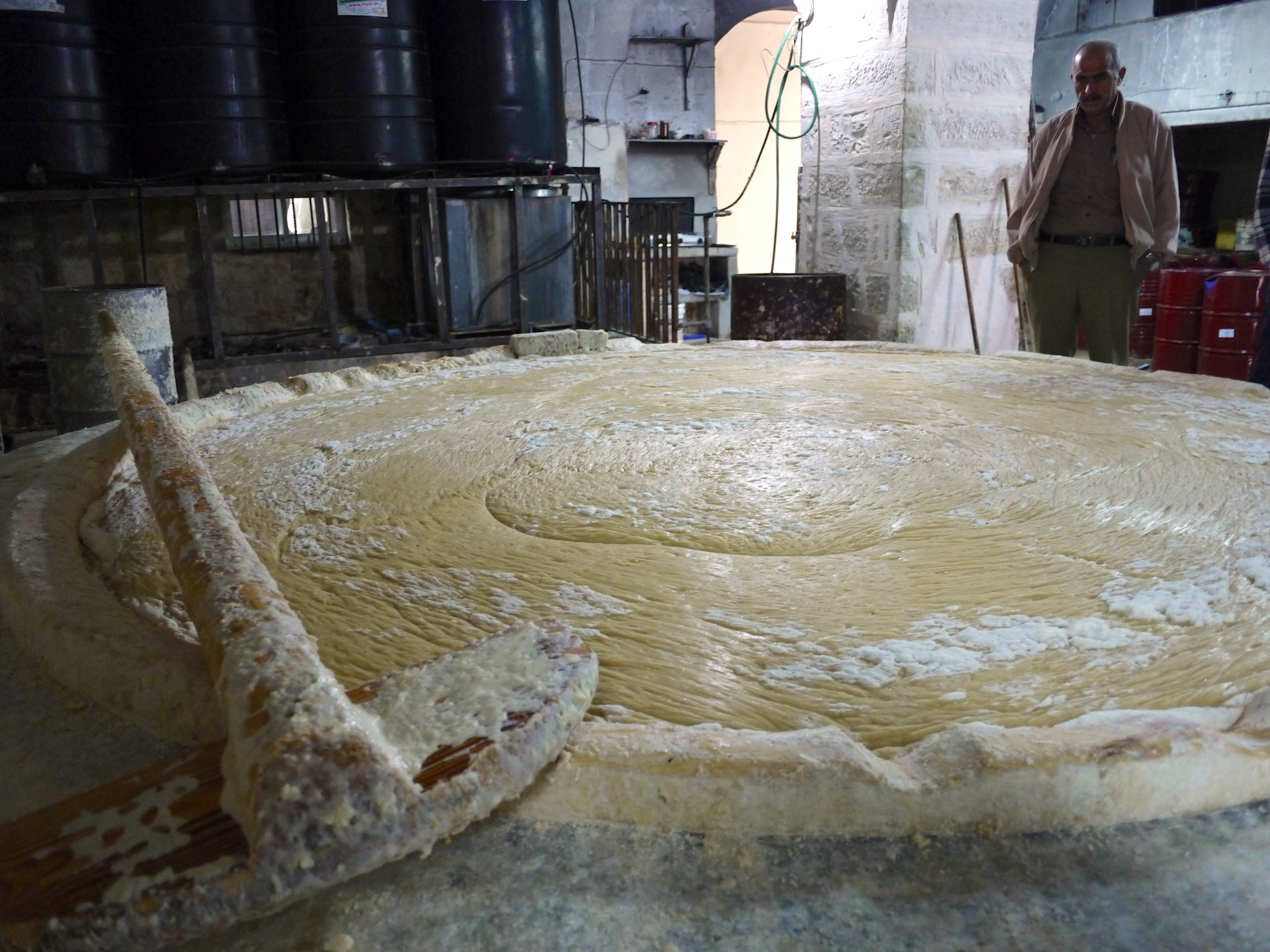
オリーブオイルなどの原料を窯で煮だす様子
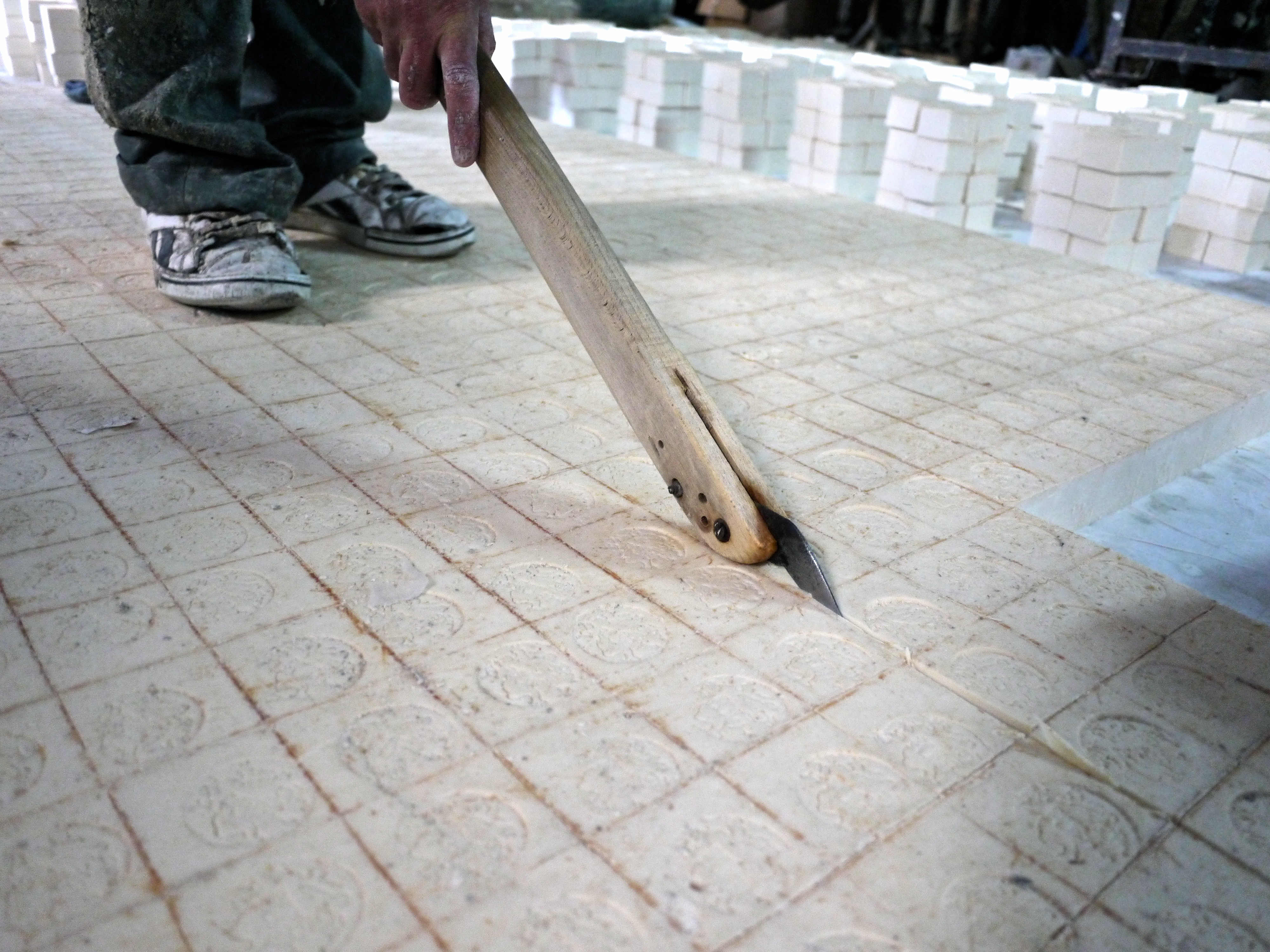
床に流され固まった石鹸は手作業で立方体に切られる
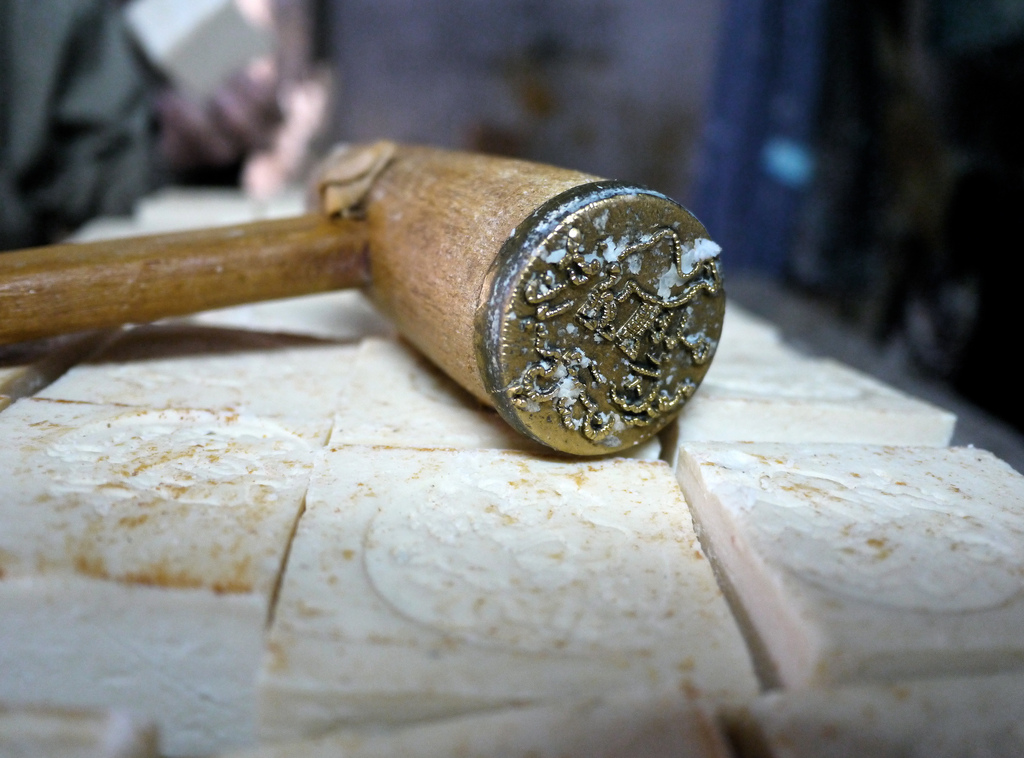
手作業で商標を刻印するための印章の銅板が付けられた木槌。アッ＝シャッカー家のラクダ（アッ＝ジャマル）・マークのもの。
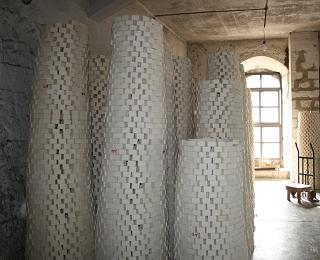
熟成のためにトゥーカーン家の工場に積み上げられた石鹸（ナーブルス・2008年）
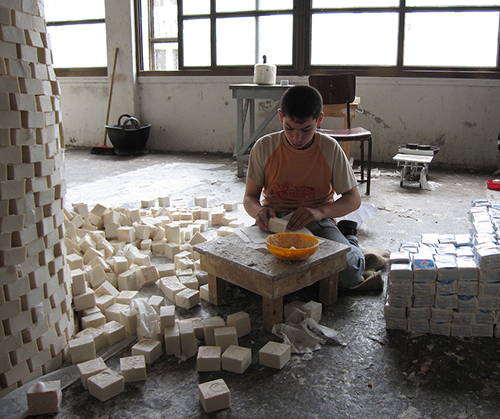
出来上がった石鹸を包装紙に包む作業
ダチョウの商標で知られるアル＝マスリー家製の石鹸
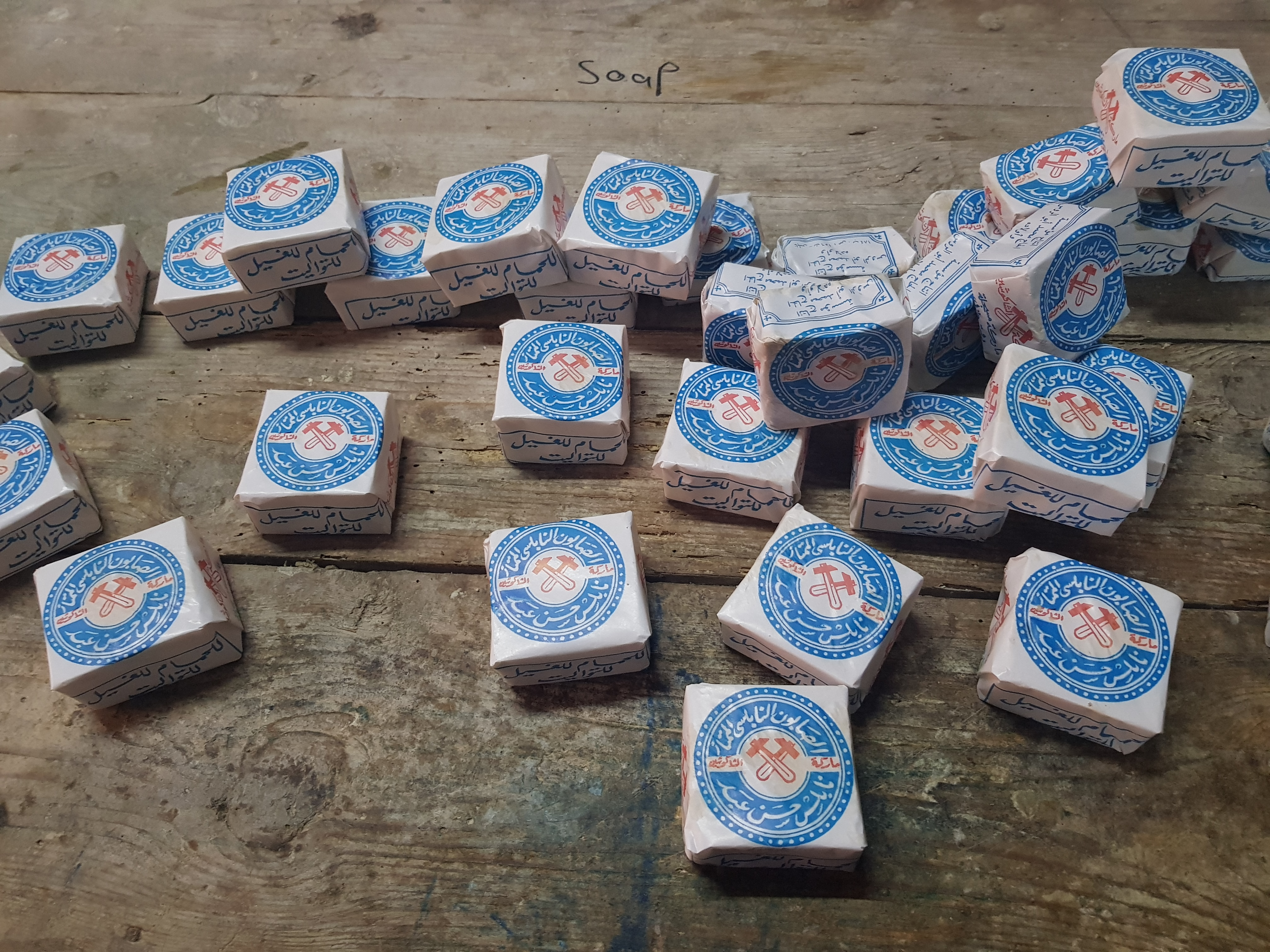
トゥーカーン家の2本の鍵の商標を守るために製造される2本の剣の商標が付けられた石鹸